# Plaza de la Moncloa
La plaza de la Moncloa es una plaza que se encuentra en el oeste de Madrid, España, en la entrada a la ciudad por la A-6. En ella se aprecian edificios de estilo neoherreriano construidos en la época de Franco como el edificio del Cuartel General del Aire, el Arco de la Victoria o el Faro de Moncloa. Además cuenta con un intercambiador de transporte y una nueva estación del metro.
Está ubicada entre las calles Meléndez Valdés y Romero Robledo, su primer nombre fue «plaza de Cánovas del Castillo» y a partir del año 1890 pasó a llamarse «plaza de la Moncloa», nombre de los antiguos dueños de los terrenos donde se encuentra la plaza y el distrito del mismo nombre, los condes de Monclova, lo cual dio lugar posteriormente a «Moncloa». En la década de 1930 se la llamó «plaza de los Mártires de Madrid» (dedicada a los caídos en la defensa de Madrid) y a partir de 1980 fue conocida oficialmente con su actual nombre.